# Рижский трамвай
Рижский трамвай (латыш. Rīgas tramvajs) — вид городского общественного транспорта в Риге, действующий с 1901 года. Одна из трёх трамвайных сетей в Латвии (наряду с Даугавпилсом и Лиепаей).
С мая 2025 года в Риге работает 7 трамвайных маршрутов (1, 5, 7, 8, 10, 11, 14); общая длина линий по оси улиц составляет 55.8 км, общая длина маршрутов по оси улиц в одном направлении составляет 69 км.
Стоимость проезда со 2 января 2023 года составляет 1,50 евро (билет на 90 минут с правом многократной пересадки).

## История

### Первые линии
В 1882 году был заключён договор концессии между Рижской городской управой и генеральным консулом Швейцарии в Российской Империи инженером Эженом Дюпоном. Договор предусматривал строительство первых линий городской конки (вместимостью до 40 пассажиров). 23 августа 1882 года в Риге было открыто 3 линии. «A» — по Театральному бульвару-Александровской до Ревельской улицы. Линия «B» начиналась также с Театрального бульвара, продолжалась на Карловской улице мимо Даугавмалского рынка до моста. Третья линия «C» начиналась с набережной проходила по Московской улице и заканчивалась на Двинской. В 1885 трамвайное хозяйство было преобразовано в АО «Рижская конная железная дорога».
В 1900 году Рижская городская управа и возглавляемое Э. Дюпоном акционерное общество подписали договор, согласно которому в течение полутора лет требовалось построить несколько линий электрического транспорта. 11 (24) июля 1901 года первый электрический трамвай отправился в путь по линии «Город — Александровские ворота».
Для размещения, обслуживания и ремонта вагонов по проекту архитектора Пауля Мандельштама были построены три депо, оснащенных центральным отоплением и электрическим освещением. Главное депо разместилось на Александровской улице в 1901 году, тогда же было построено депо на Московской улице.
В 1903 году было построено депо в Задвинье на улице Крестовой. Оно состояло из трамвайного зала 55,6 × 22,4 м с шестью путями, котельной с дымовой трубой и жилого здания. В 1905 году это депо было перестроено для соблюдения требований автоматического пожаротушения. Рядом с ним в 1905—1912 годах была построена дизельная электростанция.
Строительство трамвайных линий продолжалось до Первой мировой войны. К тому времени протяжённость линий трамвая достигла 48 849 метров, ежегодно перевозилось свыше 52 миллионов пассажиров. Во время войны большая часть трамвайного подвижного состава и оборудования была эвакуирована в Москву и Петербург.

### В межвоенной Латвии (1918—1940)
После провозглашения независимости Латвии трамвайное хозяйство находилось в ведении бельгийских предпринимателей; по некоторым оценкам, это способствовало ухудшению инфраструктуры. В 1931 году трамвайное хозяйство вновь перешло в ведение города. Постепенно улучшилось состояние рельсовых путей, вырос объём пассажироперевозок.
В ходе Второй мировой войны трамвайное хозяйство было полностью разрушено. После войны началось восстановление трамвайных линий, были проблемы с подачей электроэнергии.

### В советский период (1940—1991)
После войны трамвайную сеть восстановили, также проложили и новые линии.
На средства, выделенные на эксплуатацию трамваев, в 1947 году в Риге было организовано троллейбусное сообщение. Для централизованного управления развитием сетей обоих видов городского электрического транспорта был создан единый Трамвайно-троллейбусный трест (латыш. Tramvaju un trolejbusu tresta). Его аббревиатура, ТТТ, вскоре обрела широчайшую известность благодаря одноимённой баскетбольной команде (создана 5 ноября 1958 года), которая впоследствии стала самым титулованным баскетбольным клубом Латвии, СССР и Европы. Но и о прямых своих обязанностях перед городом ТТТ не забывал: для оптимизации движения электротранспорта в центре Риги на нескольких улицах трамвайные рельсы сняли, переложив перевозки на более манёвренные троллейбусы.
Были демонтированы следующие линии (названия улиц современные):
- от улицы Калькю по набережной 11 Ноября и улице Валдемара до улицы Цитаделес;
- от бульвара Кронвалда по улице Валдемара, Цитаделес, Муйтас и Ноликтавас;
- от бульвара З. А. Мейеровица по улице Бривибас до улицы Кришьяня Барона;
- от бульвара З. А. Мейеровица по улице Валдемара и Пулквежа Бриежа до улицы Петерсалас;
- от улицы Радио по улицам Марияс — Чака — Стабу — Авоту — Яня Асара — Пернавас до улицы Кришьяня Барона.
- от улицы Эзера по улице Твайка до набережной канала Милгравис.

Были построены следующие линии (названия улиц современные):
- от улицы Слокас по Юрмалас гатве через путепровод в микрорайон Иманта;
- от станции Засулаукс по улице Тапешу до ул. Маза Стацияс;
- от улицы Яня Асара по Пернавас до улицы Кришьяня Барона (позднее закрыта);
- от улицы Слокас через остров Кипсала и по наплавному мосту к улице Валдемара (позднее закрыта);
- от улицы Матиса по улице Кришьяня Барона до улицы Бривибас;
- от Ганибу дамбис по улицам Петерсалас, Экспорта, по бульвару Кронвалда до улицы Валдемара;
- от кольца на улице Маскавас (близ улицы Славу) до улицы Булту в Кенгарагс;
- от улицы Кришьяня Барона по улице Радио до улицы 13 Января (сформировано кольцо «Радиолокс»);
- от улицы Централтиргус по улице Маскавас до набережной 11 Ноября (сформировано кольцо у Центрального рынка).

До 1975 года пассажиров в троллейбусах и трамваях обслуживали кондукторы. Позже билеты и талоны для компостера можно было приобрести в киосках «Союзпечати» и полуавтоматах.

### После восстановления независимости (с 1991)
В 1995 году депо в Задвинье пострадало от пожара, после которого его отстроили, упростив конструкцию крыши. С 2011 года оно не используется как эксплуатационное, в нём располагается служба пути и отстаиваются отстранённые от эксплуатации вагоны.
В 1997 году в трамваи и троллейбусы вновь вернулись кондукторы. В начале XXI века Трамвайно-троллейбусное управление было объединено в единое предприятие с автобазой Рижской думы и двумя автобусными парками. В 2007 кондукторов в трамваях вновь сменили компостеры, а в мае 2009 года компостеры были заменены валидаторами — электронными считывающими устройствами для билетов, содержащих электронные данные. Новая программа именуется «E-talons» — «Э-талон» и включает как билеты с лимитом поездок, так и именные льготные билеты сроком действия от 2 до 13 лет.

## Подвижной состав

### Технические особенности рижского трамвая
Среди полутора сотен городов СССР с трамвайным движением Рига и Даугавпилс составляли исключение: в качестве токосъёмных устройств использовались не пантографы или бугели, а штанга. Преимущество штанги: она легче бугеля и, тем более, пантографа. Но, с другой стороны, штангу в известной мере эксплуатировать труднее: одновременно со стрелочным переводом на рельсах (ещё одна особенность: в Риге в последние несколько лет появились стрелки не с одним, а двумя «перьями») надо обеспечивать и переключение «стрелки» на контактном проводе.
Преимущество штанги на троллейбусе — возможность вагону отклониться до 5 м от провода — для трамвая не очень актуально, а вот вероятность срыва с провода штанги, в отличие от пантографа, весьма высока. Тем не менее, затраты, связанные с переходом на другой токосъём, и, что более существенно, необходимость одновременного вывода из эксплуатации на время перемонтажа сети не одного, а сразу нескольких маршрутов, обслуживающих многотысячные пассажиропотоки — всё это на протяжении многих десятилетий препятствовало необходимой перестройке. Впрочем, в других городах СССР, наоборот, экспериментировали в 1950-е годы с переводом трамваев с бугелей (доминировавших до конца 50-х годов) на штанги, и ввиду отсутствия убедительных аргументов в пользу пантографа Рига продолжала эксплуатировать трамваи со штангами. Третий латвийский город с трамваем — Лиепая — перешёл со штанг на пантографы в 1961 году, из-за чего движение трамваев было приостановлено на одни сутки.
Вагоны рижского трамвая были эвакуированы во время Первой мировой войны в Петроград и использовались на пригородной дороге «Оранэла».
В 1950—1980-е годы в Риге эксплуатировались трамвайные вагоны типа РМ (Рижский моторный) и РП (Рижский прицепной), собранные на мощностях местного трамвайно-троллейбусного управления (Рижское ТТУ). Дело в том, что Рижский вагоностроительный завод (РВЗ), выпускавший, в числе прочего, и трамваи, был крайне загружен заказами для большого количества городов СССР. Поэтому рижские предприятия наладили между собой такое сотрудничество: ТТУ получало с РВЗ пустые вагоны, а уже на площадях ТТУ они дооснащались электрооборудованием и прочими узлами; здесь же они впоследствии ремонтировались и модернизировались. Поэтому существовало несколько вариаций вагонов, особенно прицепных. Например, прицепной РП-61 представлял собой кузов от трамвая МТВ-82, но с боковыми окнами от РВЗ-6. А вагон РМ-67 представлял собой известный РВЗ-6, но с токоприёмником в виде штанги и колёсными парами от более ранней модели МТВ-82.

### Вагоны с низким уровнем пола
С 2009 года предприятие «Rīgas satiksme» пополняет подвижной состав новыми вагонами с пониженным уровнем пола. До сих пор в Риге эксплуатируются вагоны чешского производства фирмы «Татра» — Т3А и Т6В5. Ввод в эксплуатацию вагонов нового типа Škoda 15T с низким полом, также изготовленных в Чехии, производится постепенно. Первые такие вагоны начали курсировать с 1 июня 2010 года по маршруту с самым большим пассажиропотоком — № 6 «Ул. Аусекля — Югла». К февралю 2011 года в Ригу прибыли 20 трёхсекционных трамваев «Шкода 15Т» и 6 четырёхсекционных «Шкода 15Т1». В феврале 2013 года низкопольные трамваи начали курсировать и на маршруте № 11 «Привокзальная площадь — Межапарк». С 18 мая 2019 года на маршрут № 11 «Привокзальная площадь — Межапарк» изменён на «ул. Аусекля — Межапарк». С 5 июня 2017 низкопольные трамваи ходят и в Иманту по маршруту № 1 «Иманта — Югла». В свою очередь на маршруте № 6 «Ул. Аусекля — Югла» прекращена эксплуатация вагонов с низким полом. С 30 июля 2024 года начали ходить низкопольные трамваи на 7-м маршруте. С 1 мая 2025 года начали ходить низкопольные трамваи на 14-м маршруте.
Предполагаемый ввод в эксплуатацию новых вагонов с пониженным уровнем пола по другим маршрутам:
- 2: Центральный Рынок — ул. Тапешу, ориентировочно 2029 год.
- 10: Центральный Рынок — Бишумуйжа, ориентировочно 2032 год.
- 5: Улица Аусекла — Милграви, ориентировочно время не пройдет.

Новые вагоны не потребовали существенной реконструкции рельсового пути и стрелочных переводов, однако, в связи с тем, что они оборудованы токоприёмником типа полупантограф (прежде в Риге использовалась только штанга), потребовалась полная реконструкция контактной сети. Новая конструкция контактной сети совместима с токоприёмниками обоих типов.

## Маршруты
- № 1 Иманта — Югла. Маршрут открыт 5 июня 2017 года;
- № 2 Центральный рынок — (Засулаукс) — ул. Тапешу, с 1 мая 2025 года продлён в Милгравис и переименован в № 8;
- № 3 Югла — Кенгарагс, не курсирует с ноября 2021 года;
- № 5 Ильгюциемс — Милгравис, перед конечной в Милгрависе имеется небольшой однопутный участок длиной примерно 250 метров.
- № 7 Ул. Аусекля — Кенгарагс;
- № 8 Милгравис — ул. Тапешу, с 1 мая 2025 года, в выходные дни отдельные рейсы с улицы Тапешу до Привокзальной площади под № 8А;
- № 9 «Алдарис» — Кенгарагс, не курсирует с ноября 2021 года;
- № 10 Центральный рынок — Бишумуйжа, участок от 4-го трамвайного депо до конечной в Бишумуйже является однопутным с разъездами на трёх остановках, общая длина четырёх однопутных участков примерно 3,140 км;
- № 11 Межапарк — Ул. Аусекля;
- № 14 Ильгюциемс — Кенгарагс. Маршрут открыт 1 мая 2025 года.

Трамвай связывает следующие микрорайоны: Центр, Агенскалнс, Засулаукс, Иманта, Ильгюциемс, Саркандаугава, Милгравис, Тейка, Югла, Московский форштадт, Кенгарагс, Торнякалнс, Катлакалнс, Браса, Чиекуркалнс, Межапарк.

#### Краткая история маршрутов
- № 1 Ильгюциемс — ВЭФ (45-я средняя школа), Ильгюциемс — Чиекуркалнс, Ильгюциемс — Центральный рынок, с 2006 — Иманта — Югла (в 2009—2017 не действовал);
- № 2 Засулаукс — Чиекуркалнс, с ноября 1979 года продлён от станции Засулаукс по улице Тапешу,с 01.05.2025 продлён до Милгрависа и перенумерован в N.8,в выходные и праздники отдельные рейсы идут:Привокзальная площадь-ул.Тапешу под N.8A.
- № 3 ВЭФ (45-я средняя школа) — «Керамика» (массив Краста);
- № 4 Ильгюциемс — «Aldaris» (Саркандаугава), с октября 1984 года Иманта — Чиекуркалнс; позднее Иманта — Центральный рынок. Закрыт 3 марта 2018 года.
- № 5 Милгравис — Торнякалнс (1951—1989); Ильгюциемс — Милгравис (1989 — декабрь 2022). Возобновление с 28 февраля 2024, с отменой автобуса 5Т[4].
- № 6 Привокзальная площадь — Югла (1991—2013); ул. Аусекля — Югла (2013—2018). Закрыт 3 марта 2018 года;
- № 7 ул. Аусекля — «Красный квадрат» (ныне Торговый центр «Доле») (???? — 2023); ул. Аусекля — Массив Краста (2023—2024) с октября 2023 года в связи с работами по изменению линий для курсации низкопольных трамваев был поделён на двое, на остальной части (Массив Краста — Кенгарагс) курсировал автобус 7T.
- № 8 Засулаукс — «Керамика» (массив Краста), в 2002—2009 гг. — ул. Тапешу — Межапарк,с 01.05.2025 курсирует по маршруту:ул.Тапешу-Милгравис,также с 01.05.2025 в выходные и праздники есть отдельные рейсы по маршруту:Привокзальная площадь-ул.Тапешу под N.8A.
- № 9 «Aldaris» (Саркандаугава) — «Красный квадрат» (ныне Торговый центр «Доле»); временно не курсирует
- № 10 Центральный рынок — Торнякалнс — Бишумуйжа;
- № 11 Привокзальная площадь — Межапарк (до 05.06.2017),ул.Аусекля-Межапарк с 05.06.2017.

#### Последние построенные линии
- Линия по улице Тапешу (открыта в ноябре 1979 года).
- Линия в Иманту (открыта в октябре 1984 года).
  - Продление линии в Кенгарагсе на 2,200 км до улицы Вишкю (планируется завершить в 2026 году)[5].

Планировались линии:
- через Земитанский мост (были уложены рельсы,с началом ремонтных работ на этом мосту в ноябре 2024 года рельсы были демонтированы,восстановление рельс для трамваев по окончании ремонтных работ на этом мосту не планируется)в Пурвциемс, Дрейлини и Плявниеки;
- в Зиепниеккалнс;
- в Плескодале (где сейчас ТЦ «Спице»);
- в аэропорт;
- по улице Сканстес (проект широко обсуждался в 2010-е годы, в итоге отклонён);
- через будущий Ганзейский мост;
- продление линии по Бривибас гатве до Берги;
- продление линии по улице Маскавас до Дарзини;
- продление линии по улице Баускас до Валдлаучи;
- продление линии по улице Тапешу до Ильгюциемса.

#### Технические оборотные кольца
- 1 — Тейка (остановки «45. vidusskola»)
- 2 — Засулаукс (остановки «Zasulauka stacija»)
- 5 — Центр (треугольник, остановки «Petersala»)
- 5 — Алдарис (остановки «Aldaris»)
- 7 — Жилмассив Краста (остановки «Dienvidu tilts»)
- 10 — Торнякалнс (остановки «Telts iela» в направлении из центра города и "Vienibas gatve/Bernu slimnica" в направлении в центр города)
- 11 — Чиекуркалнс (остановки «2. meža kapi»)

## Трамвайные депо
- № 3 (бывшее № 2) — микрорайон Латгале (Рига), ул. Фридриха, 3. Обслуживает трамвайные маршруты: 1, 5, 7, 8, 10, 11.
- № 4 — микрорайон Торнякалнс, ул. Типографияс, 1. Закрыто в 2011 году, сейчас здесь располагается Служба пути и хранятся отставленные от эксплуатации вагоны.
- № 5 (бывшее № 1) — микрорайон Браса, ул. Бривибас, 191. Обслуживает трамвайные маршруты: 1, 7, 11, 14.
- Бывшее депо № 3 — микрорайон Саркандаугава, Ганибу дамбис, 32. Перестроено в троллейбусный парк № 1.

Все три депо — варианты одного проекта, разные по размерам, но выполненные в одном стиле. Построены в 1900—1901 годах, архитектор Пауль Мандельштам.

### Подвижной состав
- 103 вагона Татра Т3А (в работе около 100, из них 90 соединены в 45 поездов по СМЕ, работают на 1, 2, 5, 7, 10, 11 маршрутах; "одиночки" до 2020 года работали на 2 и 10 маршрутах).
- 38 вагонов Татра Т6B5R (только у 3-го депо, только в СМЕ и только по маршрутам 1, 2, 7, 11).
- 20 вагонов Škoda 15T (только в 5-м депо, первый вагон доставлен 29 марта 2010 года, 1 июня 2010 года введён в эксплуатацию, работают на 1, 7 и 11 маршрутах).
- 6 вагонов Škoda 15T1 (длина трамвая — 41 м, только в 5-м депо, первый вагон доставлен 8 июня 2012 года, работают на 1, 7 и 11 маршрутах).